# Clairvillia curialis
Clairvillia curialis là một loài ruồi trong họ Tachinidae.